# 简斯维尔公共图书馆 (威斯康辛州简斯维尔)
位于威斯康星州的简斯维尔公共图书馆是一座新古典风格的大型建筑，建于1902年，是该州最早的卡内基图书馆之一，同时也得到了当地商人F·S·埃尔德雷德的资助。1981年，该馆被列入国家史迹名录。

## 历史
安德鲁·卡内基是匹兹堡的实业家，19世纪末凭借庞大的卡内基钢铁公司积累了巨额财富，但他也曾写道：“在巨富中死去，是一种耻辱。”他的慈善事业之一是资助公共图书馆。最初他只在与自己有渊源的地方出资，但从1898年起他开始在全国范围内资助新图书馆，条件是当地社区提供建馆用地，并承担运营费用的百分之十。
这座图书馆由约翰·T·W·詹宁斯设计，于1901年建成，采用新古典风格。詹宁斯还曾为威斯康星大学麦迪逊分校设计过奶牛棚和多座教学楼。他设计的是一座三层建筑，一层外墙为粗面砖饰，二层为光面砖饰。正门凸出于主体，一层有两扇圆拱形入口，二层设有爱奥尼柱与山花，如同高悬的古希腊神庙。馆内一层为图书馆主体，设有阅览室、研究间和儿童室，儿童室由当地商人F·S·埃尔德雷德捐款一万美元建成，以纪念其女儿艾达。二层则是当地音乐团体“阿波罗俱乐部”的集会厅。1932年，二层礼堂成为简斯维尔小剧院的所在地。其间加建了古典风格的镜框式舞台，同年12月首演莎士比亚的《第十二夜》。图书馆于1968年迁入新址，此后该楼先后用作礼堂和老年活动中心。建筑位于南大街历史街区，1981年被列入《国家史迹名录》。